# كولين أتوود
كولين أتوود (بالإنجليزية: Colleen Atwood)‏ هي مصممة ومصممة أزياء أمريكية، ولدت في 25 سبتمبر 1948 في ياكيما في الولايات المتحدة.

## وصلات خارجية
- كولين أتوود على موقع IMDb (الإنجليزية)
- كولين أتوود على موقع ألو سيني (الفرنسية)
- كولين أتوود على موقع أول موفي (الإنجليزية)
- كولين أتوود على موقع قاعدة بيانات برودواي على الإنترنت (الإنجليزية)
- كولين أتوود على موقع قاعدة بيانات الأفلام السويدية (السويدية)
- كولين أتوود على موقع إن إن دي بي (الإنجليزية)
- كولين أتوود على موقع ديسكوغز (الإنجليزية)
- كولين أتوود على موقع قاعدة بيانات الفيلم (الإنجليزية)
- كولين أتوود على موقع كينوبويسك (الروسية)